# HafenCity Universität Hamburg
Die HafenCity Universität Hamburg – Universität für Baukunst und Metropolenentwicklung (HCU Hamburg) – ist eine staatliche Universität. Die HCU unterrichtet alle Aspekte des Bauens und der Stadtentwicklung in Gestaltung und Entwurf, Ingenieur- und Naturwissenschaften sowie Geistes- und Sozialwissenschaften.
Der Name dieser seit 2006 bestehenden Hochschule bezieht sich auf den Standort des Universitätsgebäudes im Hamburger Stadtteil HafenCity, der zurzeit größten innerstädtischen Baustelle Europas, und stellt damit auch Bezug zu ihrem thematischen Wirkungsfeld her. Die Studiengänge, die seit Gründung der Hochschule noch auf unterschiedliche Standorte in den Stadtteilen Uhlenhorst (Mundsburg) und Winterhude (City Nord) verteilt waren, bezogen 2014 das neue Gebäude an der Überseeallee.

## Studium
Die Bachelor School der HCU Hamburg bietet fünf Studiengänge an:
- Architektur
- Bauingenieurwesen
- Geodäsie und Geoinformatik
- Kultur der Metropole
- Stadtplanung

und die Master School umfasst folgende Studiengänge:
- Architektur
- Bauingenieurwesen / Civil Engineering
- Geodäsie und Geoinformatik (mit Vertiefung Hydrographie in englischer Sprache)
- Resource Efficiency in Architecture and Planning (REAP)
- Stadtplanung
- Urban Design

Das Bachelor-/Master-Studiensystem trägt an der HafenCity Universität dazu bei, anwendungs- und forschungsorientierte Schwerpunkte zu etablieren. Die Hochschule führt die bisherigen grundständigen Studienangebote Architektur, Bauingenieurwesen, Geodäsie und Geoinformatik sowie Stadtplanung weiter und entwickelt darüber hinaus vor allem interdisziplinäre Lehrangebote für Bachelor- und Master-Studien. Eine wesentliche Querschnittsfunktion übernimmt das Studium fundamentale (sog. „Q studies“). Dort wird transdisziplinär gearbeitet und die Studierenden erwerben Fähigkeiten jenseits der klassischen Fachdisziplinen. Seit dem Wintersemester 2006/2007 starten alle Studienanfänger im Bachelor-Studium.
Pro Jahr beginnen an der HafenCity Universität rund 375 Bachelor- und 200 Master-Studienanfänger. Damit sind an der Hochschule insgesamt rund 1500 Studierende in Regelstudienzeit immatrikuliert. Von den Studierenden ist pro Semester ein Semesterbeitrag (345 Euro inkl. Semesterticket im Sommersemester 2023) zu entrichten.

## Gründung
Nach den Worten des ehemaligen Hamburger Wissenschaftssenators Jörg Dräger solle die Bauhochschule internationale Strahlkraft für die Wissenschafts- und Hochschulmetropole Hamburg entwickeln. Sie gehört zu den „Leuchtturmprojekten“ der Stadtentwicklungspolitik des Hamburger Senats.
Der Hamburger Senat hat den Gesetzentwurf zur Gründung der HafenCity Universität am 9. August 2005 beschlossen, der dann an die Bürgerschaft zur Beratung zugeleitet wurde.
Die neue Hochschule wurde zum 1. Januar 2006 als Universität in der Rechtsform einer Körperschaft des öffentlichen Rechts errichtet. Diese vereint Einrichtungen aus drei unterschiedlichen Hochschultypen (Technische Universität Hamburg-Harburg, Hochschule für bildende Künste Hamburg und Hochschule für Angewandte Wissenschaften Hamburg).
In der HCU wurden die Architektur-Studiengänge der Hochschule für bildende Künste (HFBK) und der Hochschule für Angewandte Wissenschaften (HAW) sowie die Studiengänge Bauingenieurwesen und Geomatik der HAW und der Studiengang Stadtplanung der Technischen Universität Hamburg-Harburg (TUHH) zusammengefasst.
Das Ziel der Gründung war es, Forschung und Lehre für die Entwicklung der gebauten Umwelt an einem Standort anzubieten und die notwendigen Fachgebiete unter ihrem Dach zu vereinen – von der Vermessung zur Gestaltung von Gebäuden und Freiräumen, von der materiellen zur sozialen und politischen Infrastruktur. Dieses sollte in einem neuen Gebäude in der namensgebenden HafenCity an der Norderelbe erfolgen.
Während der Gründungsphase, die bis 30. September 2008 andauerte, sollte die Universität eine interdisziplinäre Studiengangsstruktur und eine durch die Hochschule selbst bestimmte Leitungs- und Organisationsstruktur entwickeln.
Die Universität sollte sich in der Gründungsphase in die vier Departments Architektur, Bauingenieurwesen, Geomatik und Stadtplanung gliedern. Am 1. Oktober 2008 wurden die Departments aufgelöst.

## Neues Gebäude an der Elbe

Gebäude der HafenCity Universität von der Promenade

Das neue Gebäude der HCU in der HafenCity sollte ursprünglich im Jahr 2009 gegenüber dem ebenfalls geplanten Science Center am Ufer der Norderelbe zwischen Magdeburger Hafen und Baakenhafen fertiggestellt werden.
Das rund 4000 m² große Grundstück hat zwei öffentlich zugängliche Wasserfronten, wobei der Versmannkai von einer großzügigen Uferpromenade gesäumt wird. Unmittelbar östlich des Universitätsgeländes befindet sich die gleichnamige Haltestelle HafenCity Universität der U-Bahn-Linie U4. Das fünfgeschossige Gebäude der HCU bietet etwa 24.000 m² oberirdische Geschossfläche, wovon 14.000 m² als Hauptnutzfläche ausgewiesen sind. Für den Entwurf des Gebäudes wurde im Januar 2006 von der Behörde für Wissenschaft und Forschung (Bauherrin) ein internationaler Realisierungswettbewerb ausgelobt, der im Februar 2007 entschieden wurde. In der ersten Runde des zweistufigen Wettbewerbs wurden 90 Büros ausgewählt, von denen anschließend zehn in die zweite Runde kamen. Die Kriterien besonderer Energieeffizienz und Nachhaltigkeit, die von der Bauherrin in den Vordergrund des Wettbewerbs gestellt wurden, konnten von keinem der vorgelegten Entwürfe in hinreichenden Maße erfüllt werden. Die Jury unterstrich ihre mangelnde Zufriedenheit durch den bewussten Verzicht auf die Vergabe eines ersten Preises. Stattdessen wurden lediglich ein zweiter und dritter Platz sowie ein Ankauf vergeben. Der zweite bzw. beste prämierte Entwurf stammt vom Dresdner Büro CODE UNIQUE Architekten der Architekten Martin Boden-Peroche und Volker Giezek. Die Jury begründete ihr Urteil damit, dass der Entwurf durch seine Anordnung der Baukörper die Öffentlichkeit anziehe und so eine öffentliche Universität schaffe. Auch die Ausrichtung der studentischen Arbeitsräume zur Wasserseite hin wurde gelobt. Der dritte Platz ging an das Architektur- und Stadtbaubüro Trojan & Trojan aus Darmstadt. Den Ankauf erhielt das Hamburger Architektenbüro Jan Strömer Partner GBR. Die Realisierungskosten für den zwischenzeitlich überarbeiteten Entwurf werden auf rund. 65 Mio. Euro geschätzt. Zusammen mit den Kosten für das Grundstück im Magdeburger Hafen von 19,5 Mio. Euro beliefen sich die 2009 kalkulierten Kosten somit auf über 85 Mio. Euro. Das Gebäude wurde bereits vor seiner Fertigstellung mit dem Umweltzeichen HafenCity in Gold vorzertifiziert, im August 2016 wurde das Gebäude mit dem Gold-Standard ausgezeichnet.
Der Senat beabsichtigte zunächst, das Universitätsgebäude in einem Modell öffentlich-privater Partnerschaft zu bauen und zu betreiben. Demnach wäre der Bau durch einen privaten Investor erbracht worden und die Universität hätte das Gebäude für eine bestimmte Zeit gemietet. Nachdem sich im regulären Ausschreibungszeitraum, der Ende 2008 endete, kein aus Sicht des Senats attraktiver Investor für die Aufgabe beworben hatte, hat der Senat das Gebäude selbst finanziert. Im September 2010 wurde mit einem Lehrbetrieb nicht vor 2013 im Neubau gerechnet. Nachdem der Senat den temporären Baustopp aufhob, konnte im Dezember 2010 die erste Bohrpfahlsetzung erfolgen, so dass mit dem Bau planmäßig im Frühjahr 2011 begonnen wurde. Im April 2013 wurde ein Umzug in das neue Gebäude zum Jahresende 2013 angekündigt. Nachdem es zu weiteren Verzögerungen beim Bau gekommen war, fand der Umzug im Februar und März 2014 statt. Der Hochschulbetrieb im neuen Gebäude wurde offiziell am 1. April 2014 aufgenommen.

## Internationale Kooperation
Neben internationalen Austauschprogrammen mit Partnerhochschulen wie der Hochschule Luzern oder dem Dublin Institute of Technology betreibt die Universität unter Leitung von Gesa Ziemer in Kooperation mit dem Programm der Vereinten Nationen für menschliche Siedlungen (UN-HABITAT) und dem UN-Büro für Informations- und Kommunikationstechnologien (UN-OICT) den United Nations Innovation Technology Accelerator for Cities (UNITAC).

## Kontroversen
Im April 2018 erlangte die HafenCity Universität mediale Aufmerksamkeit durch hochschulinterne Kontroversen. Anlass für die Berichterstattung in Hamburger Lokalmedien war die Wiederwahl der Kanzlerin Stephanie Egerland, die auf Vorschlag des damaligen Präsidenten Walter Pelka offenbar gegen den Willen einer Gruppe von Professorinnen und Professoren durch den Hochschulrat der HCU vollzogen wurde. Die Kritik der sich äußernden Hochschulmitglieder, darunter Studierende, wissenschaftliche Mitarbeiter und Professoren, richtete sich dabei gegen eine ihrer Meinung nach intransparente, restriktive und autoritäre Hochschulführung, die seitens Egerland und Pelka vertreten würde. Eine Online-Petition begleitete den Protest. Die Vorwürfe wurden durch den Hochschulrat geprüft und entkräftet. Die Kanzlerin wurde am 18. April 2018 wiedergewählt, die Wahl von der Behörde für Wissenschaft, Forschung und Gleichstellung bestätigt. An einer Kundgebung des Allgemeinen Studierendenausschusses (AStA) am 25. April 2018 waren rund 450 Personen anwesend, darunter Hochschulmitglieder aller Statusgruppen. Ein Abwahlantrag gegen den Universitätspräsidenten Walter Pelka ist kurz darauf am 2. Mai 2018 im Hochschulsenat knapp gescheitert. Das Präsidium bot den Vertretern aller Statusgruppen der Universität weitere Gespräche zur künftigen Entwicklung der HCU an. Vertreter der Behörde für Wissenschaft, Forschung und Gleichstellung regten an, ein Mediationsverfahren zur Lösung des Konfliktes durchzuführen.
Im September 2024 entließ der Hochschulrat Stephanie Egerland.

## Dozenten
(Auswahl)
- Matthias Graf von Ballestrem (Professor)[22]
- Volker Böder (Professor)
- Annette Bögle
- Ingrid Breckner
- Monika Dobberstein
- Jörn Düwel
- Angelus Eisinger
- Alexa Färber
- Gernot Grabher
- Bernhard Hirche
- Tatsuya Kawahara
- Lisa Kosok
- Jörg Müller-Lietzkow (Präsident)
- Dieter Läpple (Dozent)
- Tatjana Schneider (2014/15 Professorin)
- Steven Spier (ehemaliger Professor)
- Jörn Walter (Honorarprofessor)
- Gesine Weinmiller (Professorin)